# Herzogin-Agnes-Gedächtniskirche

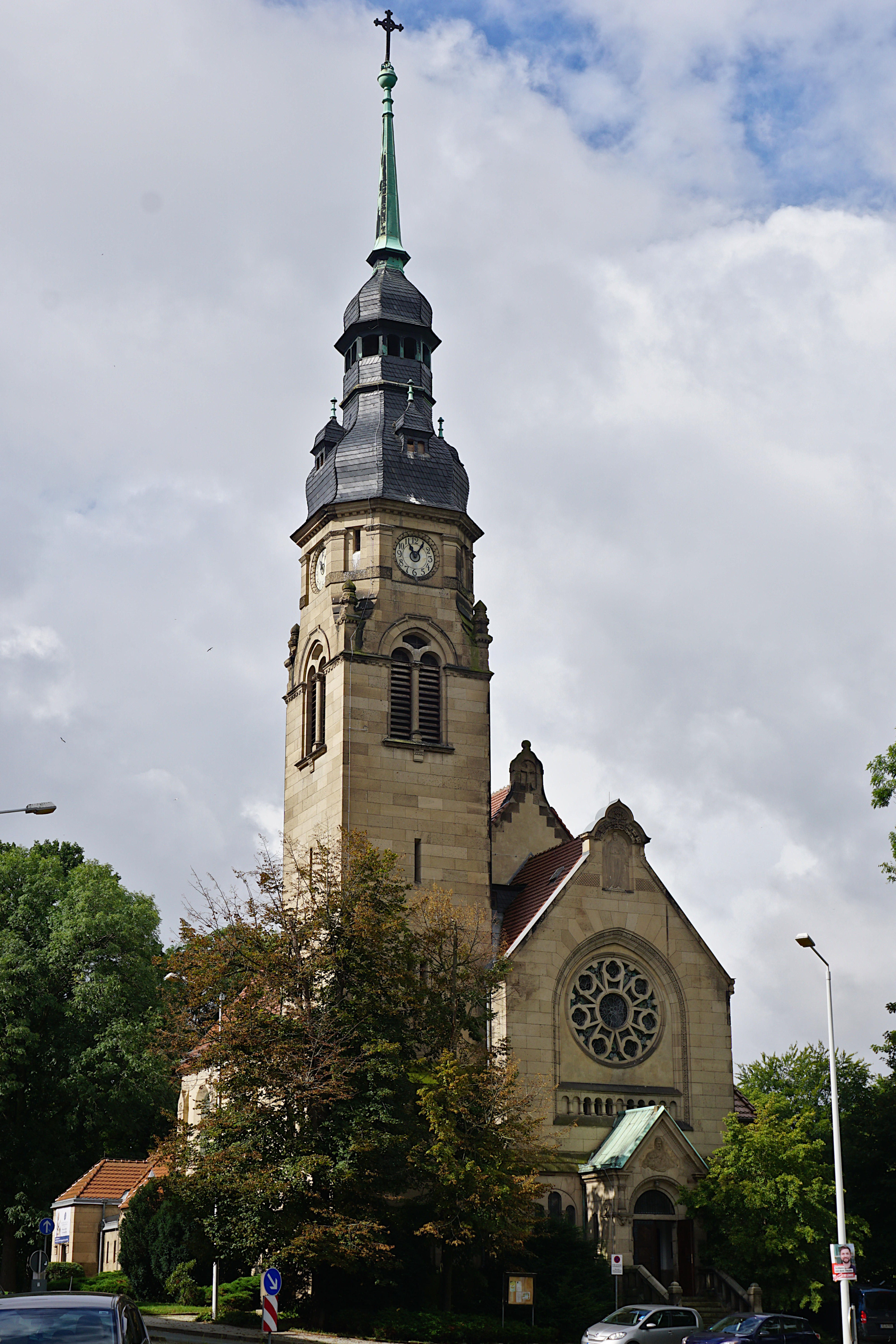
Herzogin-Agnes-Gedächtniskirche, aus nordöstlicher Richtung gesehen

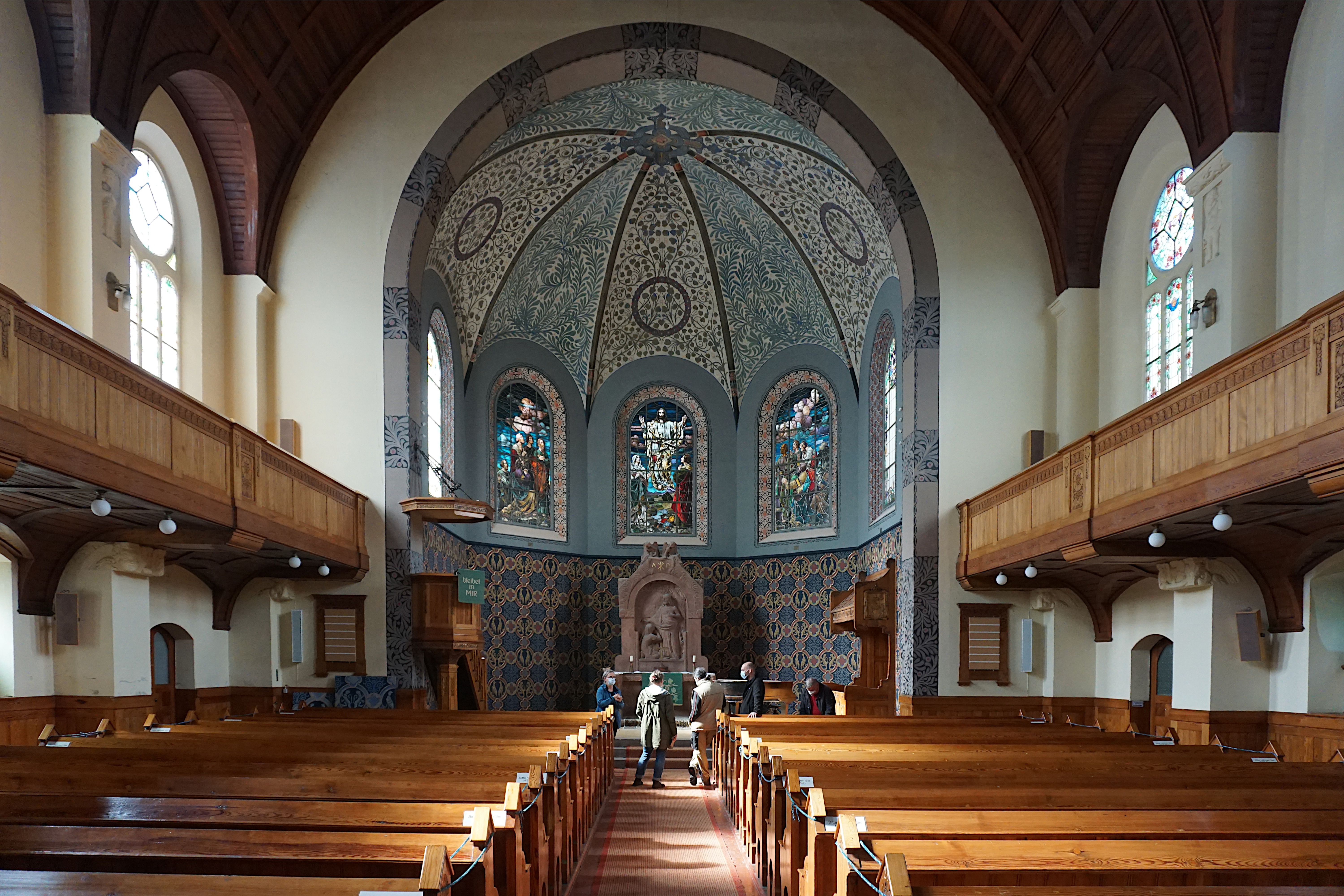
Kirchenschiff im August 2021

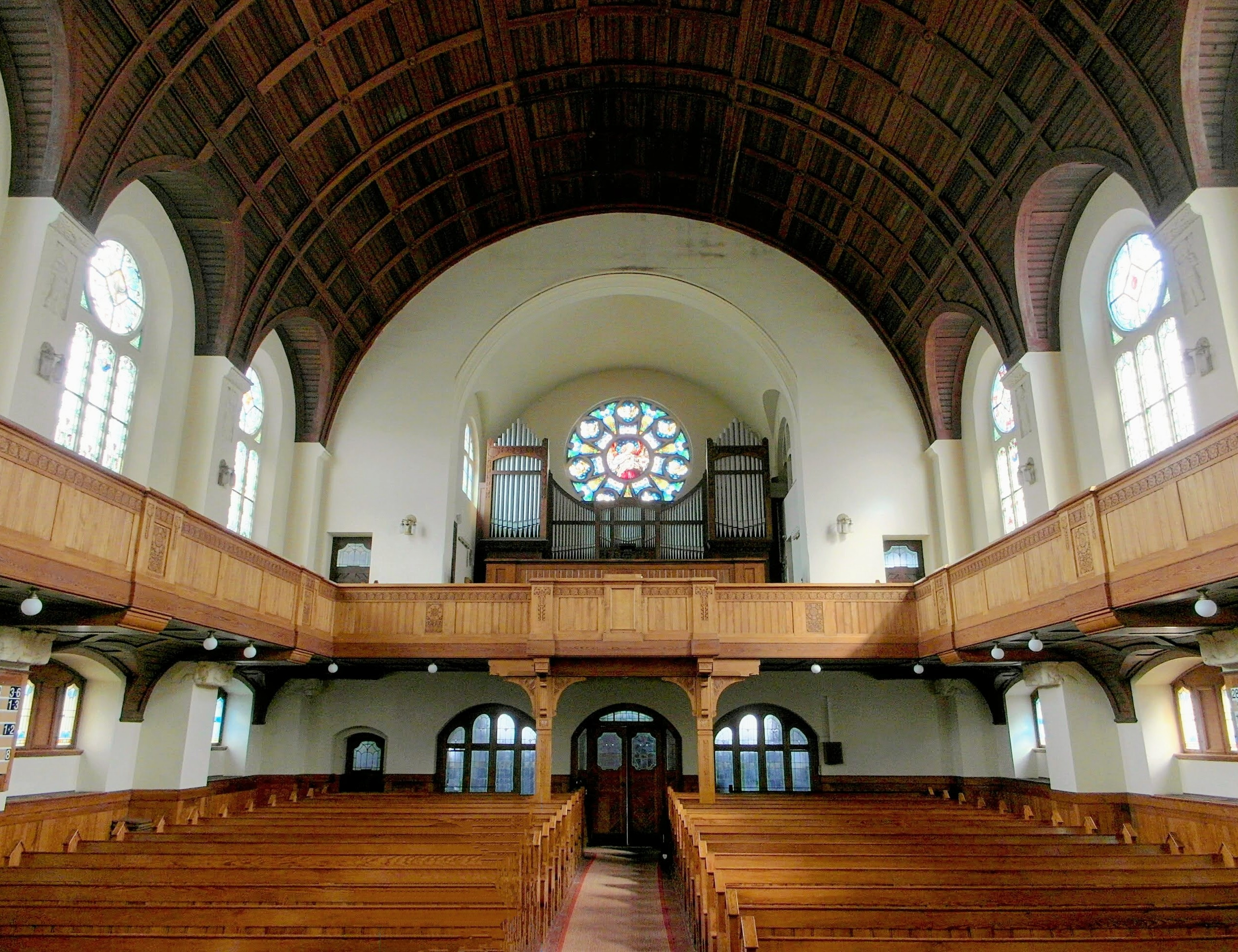
Blick zur Orgel

Die Herzogin-Agnes-Gedächtniskirche, auch kurz Agneskirche genannt, ist eine evangelisch-lutherische Kirche in der ostthüringischen Skat- und Residenzstadt Altenburg, die von Herzog Ernst I. von Sachsen-Altenburg zum Gedenken an seine verstorbene Ehefrau, Herzogin Agnes von Sachsen-Altenburg, gestiftet wurde.

## Lage
Die Kirche steht östlich des Stadtzentrums und des Residenzschlosses im südöstlichen Schlosspark am Hausweg.

## Geschichte
Anlässlich des 50. Jahrestags der Hochzeit des Herzogs Ernst I. von Sachsen-Altenburg mit Prinzessin Agnes von Anhalt-Dessau stiftete Ernst I. den Kirchenbau am 28. April 1903 zum Andenken an seine 1897 verstorbene Frau. Architekt war der sachsen-altenburgische Staatsbaudirektor Alfred Wanckel. Die Grundsteinlegung fand exakt ein Jahr später statt. Am 28. April 1906 erfolgte die Einweihung. Mit ihr erhielten die Ostvorstädte eine eigene Kirche.

## Architektur
Der Grundriss der Kirche besteht aus einem Langhaus und der rechteckigen, östlich gelegenen Gedächtnishalle, an die sich die Eingangshalle anschließt. Südlich an der Gedächtnishalle steht der 56 Meter hohe Kirchturm. Im Westen der Kirche befindet sich der Altarraum in Form eines halben Achtecks. Nördlich davon ist die Herzogskapelle angebaut, südlich die Sakristei. Auf dem westlichen Teil des Kirchendachs steht ein Dachreiter.
Als Baumaterial kam Weiberner Kalktuffstein zum Einsatz. Die Kirche ist im Stil der Neuromanik und des Jugendstils ausgeführt. Das Rosenmotiv findet sich überall in der Kirche.

## Innengestaltung
Über der Eingangshalle steht die Ladegast-Orgel. Darüber befindet sich ein rosenförmiges Fenster mit Engelsmotiven. Das Langhaus hat eine an drei Seiten umlaufende, vorkragende hölzerne Empore, die mit Ornamenten verziert ist. Im Altarraum stehen der Sandsteinaltar sowie die verzierte hölzerne Kanzel und die Loge des Herzogpaars. Die Kirche wird im Altarraum abgeschlossen mit drei Bleiglasfenstern, auf denen die Himmelfahrt Christi mit den zwölf Jüngern abgebildet ist.
Die ersten drei Glocken stammten aus dem Jahr 1905. Zwei davon wurden im Ersten Weltkrieg eingeschmolzen und später durch neue Bronzeglocken ersetzt. Im Zweiten Weltkrieg wurden alle drei Glocken abgenommen. Die heutigen drei Gussstahlglocken stammen von 1955.

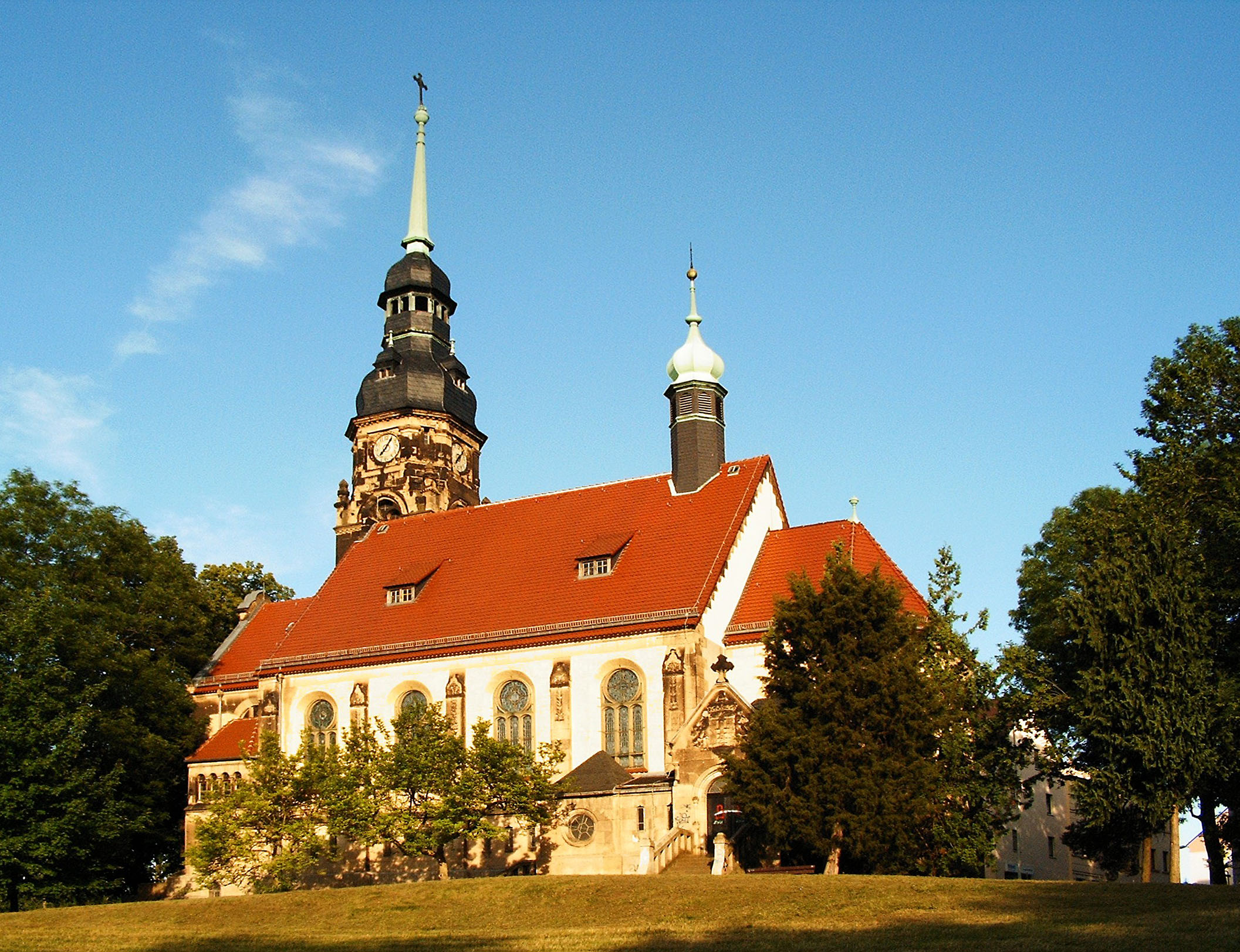
Herzogin-Agnes-Gedächtniskirche
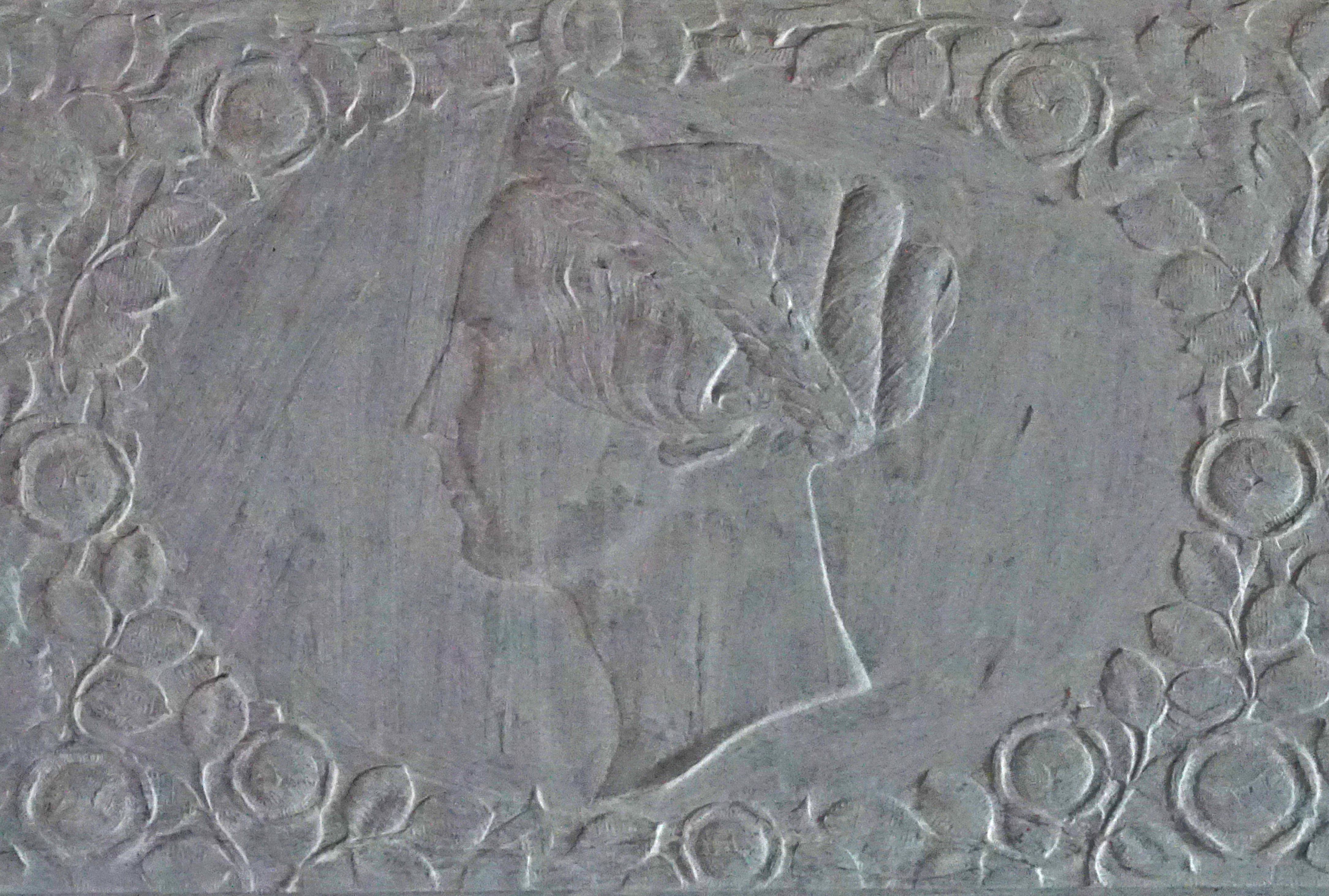
Relief in der Vorhalle
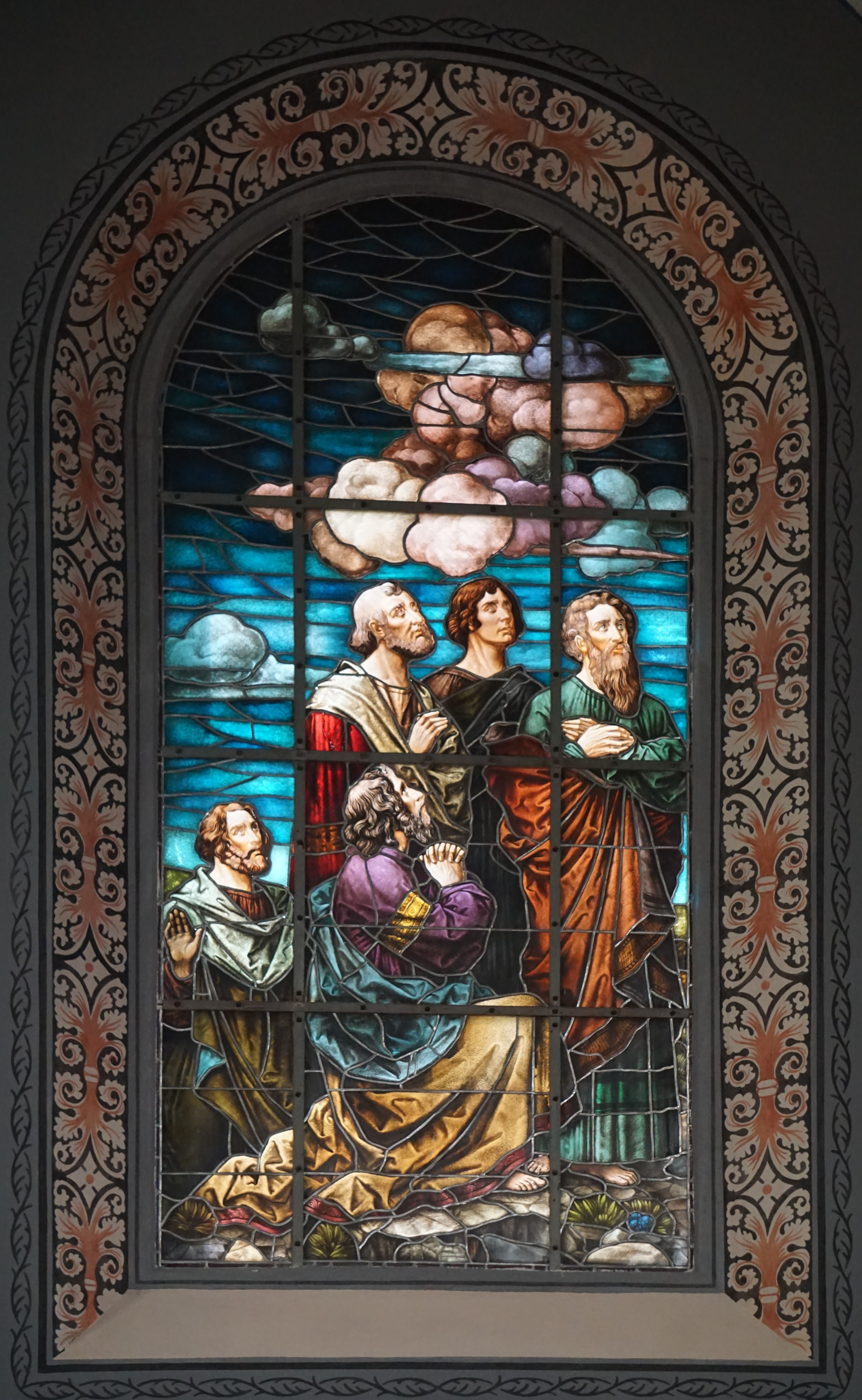
Linkes Fenster
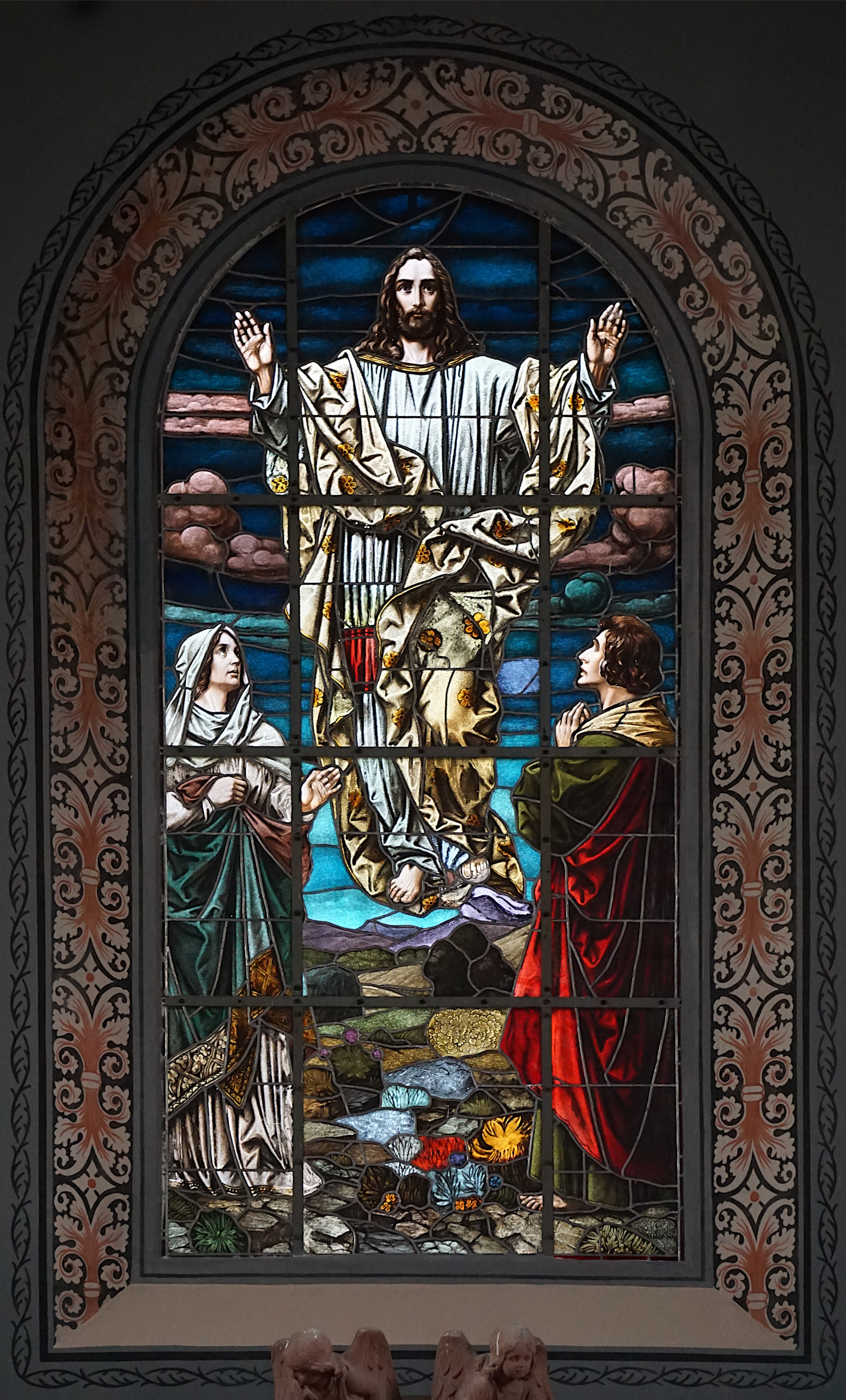
Mittleres Fenster
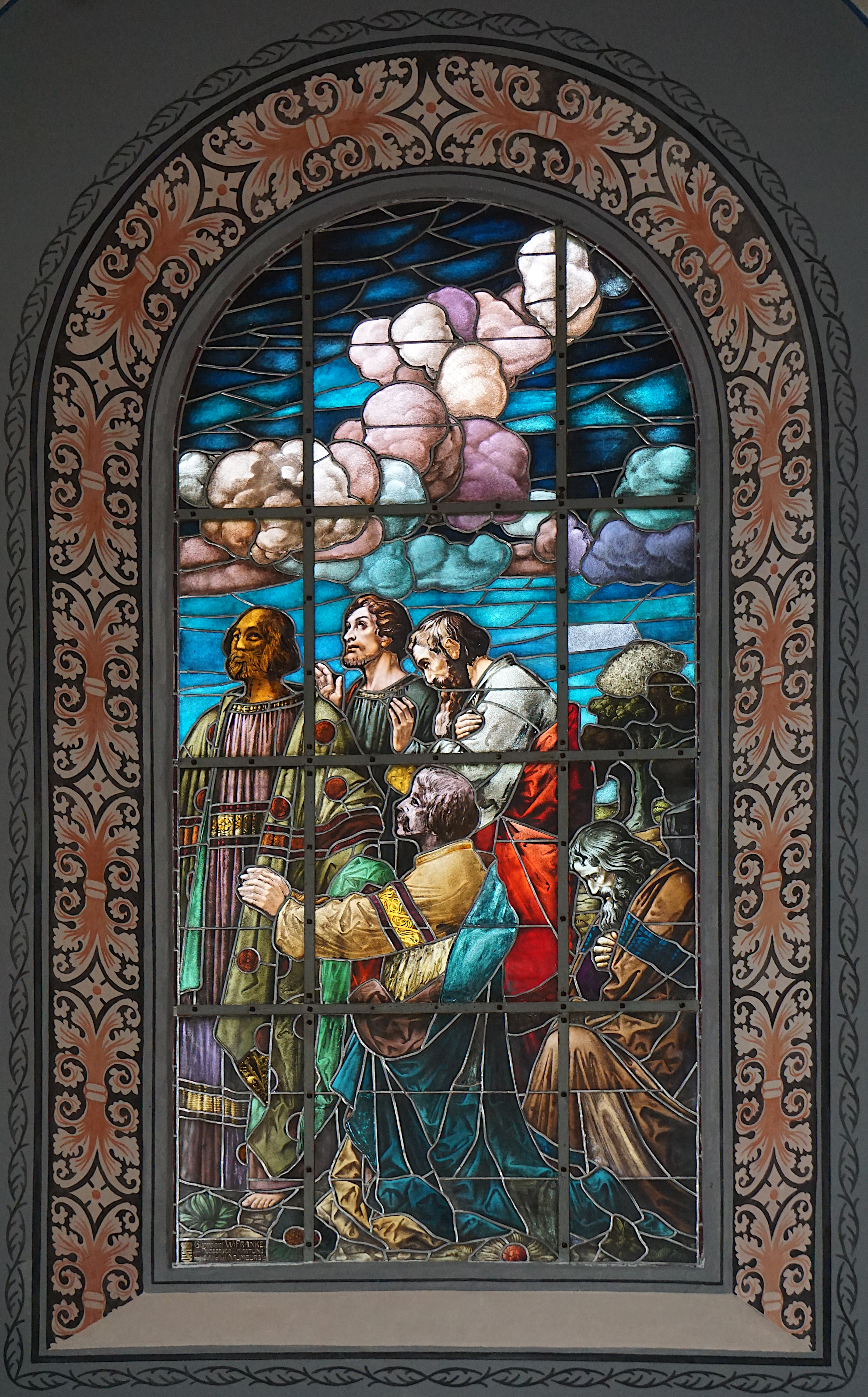
Rechtes Fenster
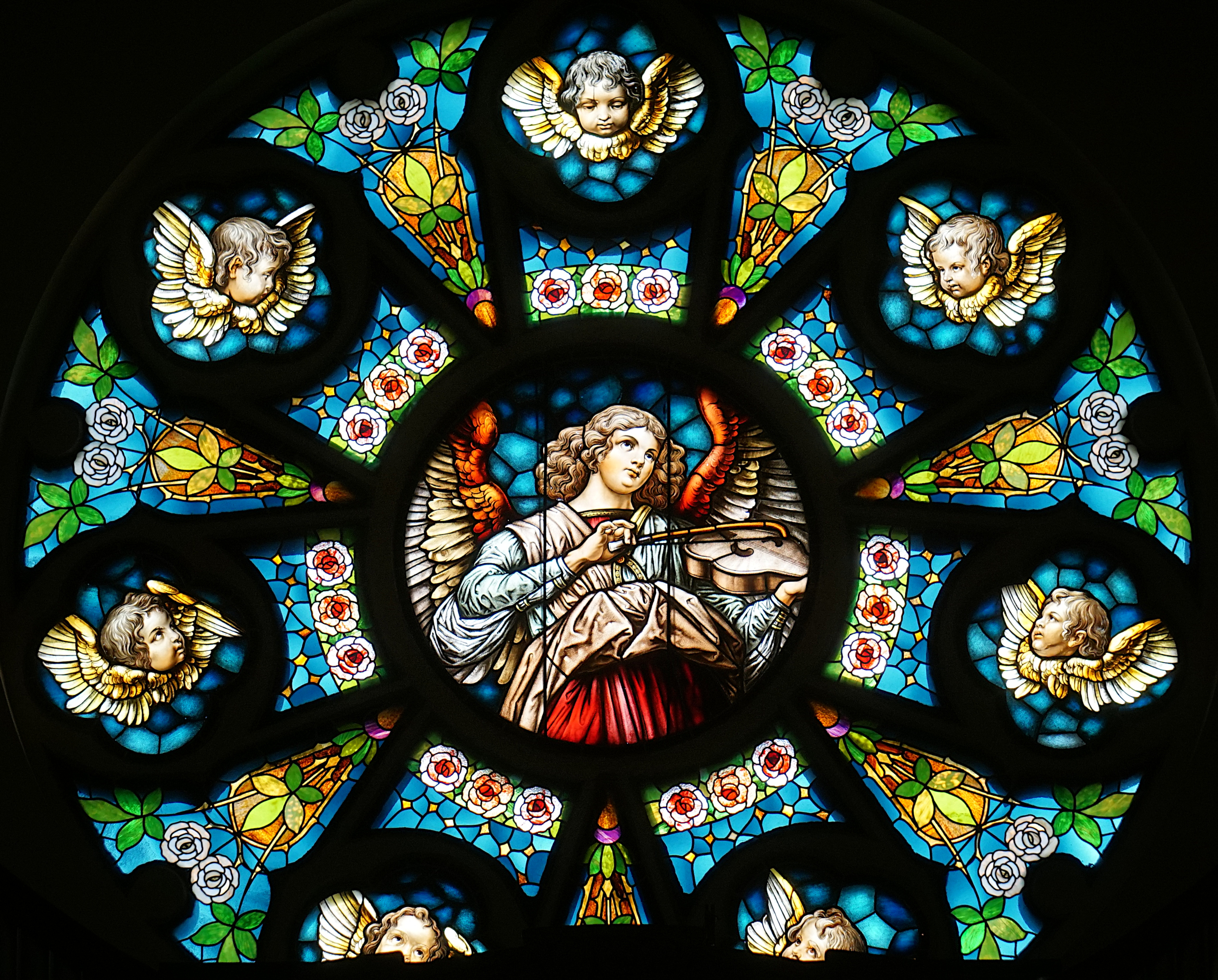
Fenster über der Orgelempore
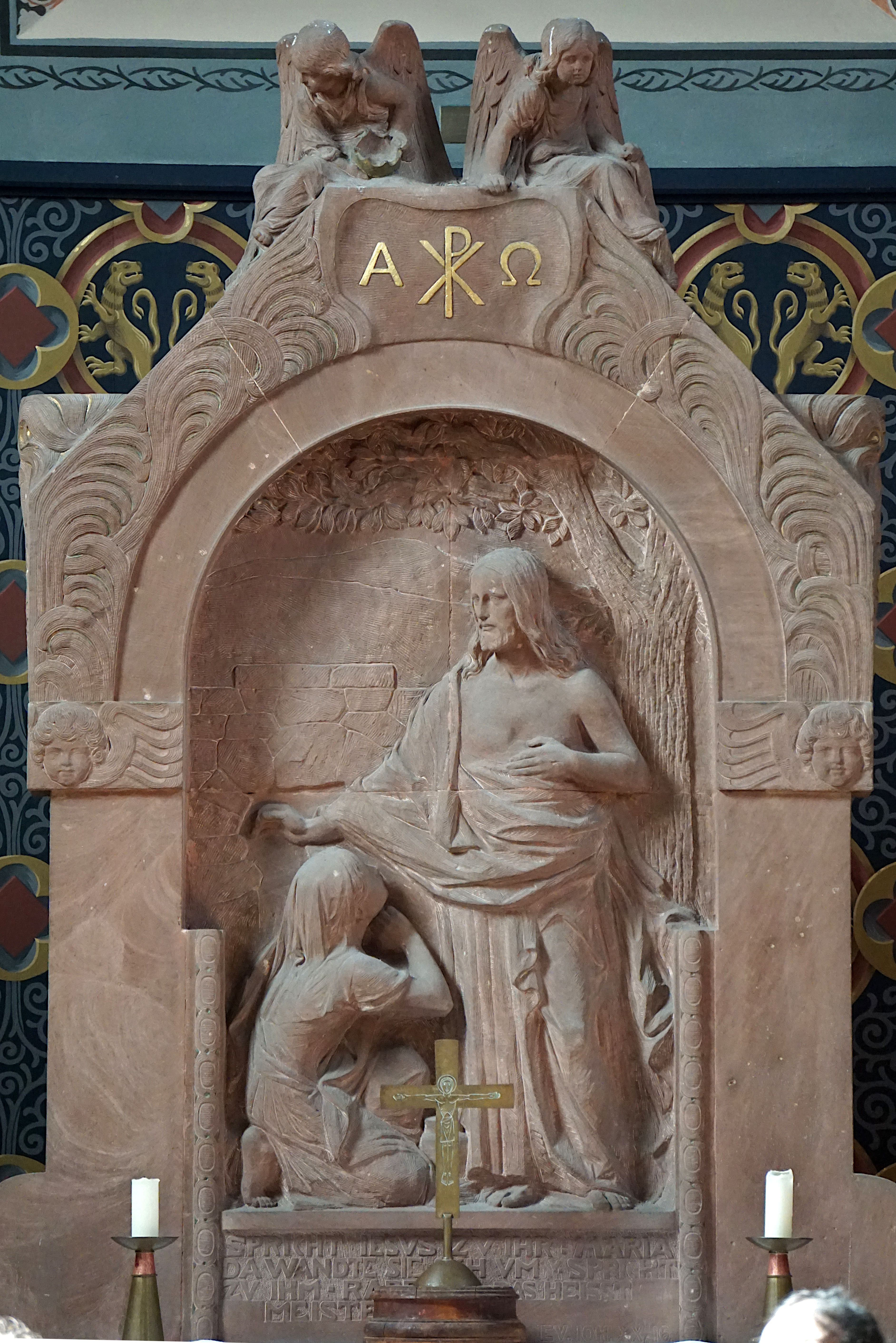
Der Altar

## Fürstengruft
Die Fürstengruft liegt unter dem Altarraum und besitzt einen separaten Eingang an der Südwestecke der Kirche. In ihr ruhen Herzogin Agnes, Herzog Ernst I. und deren Sohn Georg, der kurz nach seiner Geburt 1856 starb. Von 1927 bis 1939 ruhte auch Elisabeth von Sachsen-Altenburg in der Fürstengruft, die dann neben ihren Bruder Ernst II. in dessen Grabstätte Krähenhütte bei Trockenborn-Wolfersdorf umgebettet wurde.